# Space Invader
Space Invader es el quinto álbum de estudio en solitario del exguitarrista de Kiss Ace Frehley, siendo el primero en 5 años.
El disco salió a la venta el 29 de agosto del 2014 en Estados Unidos por eOne Music y el 18 de agosto en Europa por SPV/Steamhammer, y fue producido por él mismo. 
La portada del disco la creó Ken Kelly, quien también trabajó con Kiss para diseñar las portadas de "Destroyer" y "Love Gun". Este álbum fue editado en formato CD estándar, digipak, y en vinilo doble.

## Lista de canciones
1. Space Invader
2. Gimme a Feelin' (Radio Edit)
3. I Wanna Hold You
4. Change
5. Toys
6. Immortal Pleasures
7. Inside the Vortex
8. What Every Girls Wants
9. Past the Milky Way
10. Reckless
11. The Joker (cover de Steve Miller)
12. Starship

Digipak - edición limitada con póster
1. Space Invader
2. Gimme a Feelin' (Radio Edit)
3. I Wanna Hold You
4. Change
5. Toys
6. Immortal Pleasures
7. Inside the Vortex
8. What Every Girls Wants
9. Past the Milky Way
10. Reckless
11. The Joker
12. Starship
13. The Joker (Extended Version)
14. Reckless (Different Remix Version)

Doble vinilo coloreado
Cara 1
1. Space Invader
2. Gimme a Feelin' (Radio Edit)
3. I Wanna Hold You
4. Change

Cara 2
1. Toys
2. Immortal Pleasure
3. Inside the Vortex
4. What Every Girls Wants

Cara 3
1. Past the Milky Way
2. Reckless
3. The Joker
4. Starship

Cara 4 (Bonus Tracks)
1. The Joker (Extended Version)
2. Reckless (Different Remix Version)
3. Space Invader (Radio Edit)
4. Gimme a Feelin' (Radio Edit)

## Personal
- Ace Frehley -Voz, guitarra
- Matt Starr -Batería
- Chris Wyse -Bajo
- Rachel Gordon -Coros
- Warren Huart -Coros, mezcla del álbum